# Liste der Herzöge von Braganza
Herzöge von Braganza (portug. Bragança), Stadt in Nordportugal.

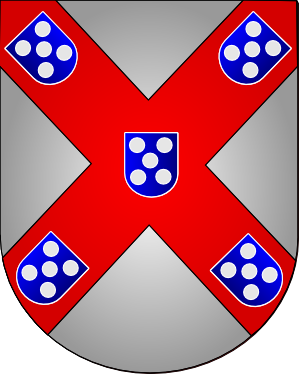
Das Wappen der Herzöge von Braganza bis Herzog Jakob

- 1442–1461: Alfons I. (1377–1461), nichtehelicher Sohn des Königs Johann I. von Portugal, wird 1442 zum ersten Herzog von Braganza ernannt, heiratet 1380 Beatriz, Erbtochter des Nuno Álvares Pereira und 1420 in zweiter Ehe Konstanze von Noronha.
- 1461–1478: Ferdinand I. (1403–1478), zweiter Herzog von Braganza, Sohn Herzog Alfons I. und Herzogin Beatriz, heiratet 1429 Johanna de Castro.
- 1478–1483: Ferdinand II. (1430–1483, hingerichtet), dritter Herzog von Braganza, Sohn Herzog Ferdinand I. und der Johanna von Castro, heiratet 1447 in erster Ehe Leonore de Menezes und 1472 in zweiter Ehe Prinzessin Elisabeth (Isabel) von Portugal, eine Enkeltochter König Eduard I. Sein jüngerer Bruder Álvaro de Bragança begründet die Linie der Herzöge von Cadaval.

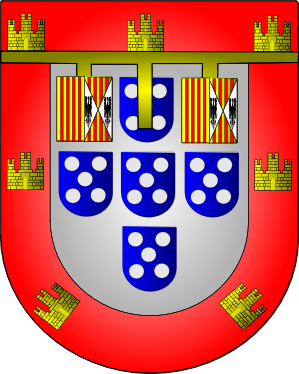
Das Wappen der Herzöge von Braganza ab Herzog Jakob

- 1483–1532: Jakob (Jaime) (1479–1532), vierter Herzog von Braganza, Sohn Herzog Ferdinand II. und der Prinzessin Elisabeth von Portugal, heiratet 1500 Leonore de Mendoza und 1520 in zweiter Ehe Johanna de Mendoza.
- 1532–1563: Teodosius I. (1510–1563), fünfter Herzog von Braganza, Sohn von Herzog Jakob und der Leonore de Mendoza, heiratet 1520 Elisabeth (Isabel) und 1559 Brites de Lancastre.
- 1563–1583: Johann I. (João I.) (1543–1583), sechster Herzog von Braganza, heiratet 1565 Prinzessin Katharina von Portugal (1540–1614), eine Enkeltochter König Emanuels I.
- 1583–1630: Teodosius II. (1568–1630), siebter Herzog von Braganza, Sohn des Herzogs Johann I. und der Katharina von Portugal, heiratet 1603 Anna de Velasco y Giron.
- 1630–1656: Johann II. (1604–1656), achter Herzog von Braganza, Sohn des Herzogs Teodosius II. und der Anna de Velasco y Giron, heiratet 1633 Luisa de Gusmão, besteigt 1640 als Johann IV. den portugiesischen Thron.

Während der Zeit, in der das Haus Braganza und das Haus Sachsen-Coburg-Gotha den portugiesischen Thron innenhatte (1640–1910) hatte der jeweilige portugiesische Thronfolger den Titel eines Herzogs von Braganza inne. 1836 wurde der Titel bei der Hochzeit an Ferdinand II. (Portugal) als Prinzgemahl verliehen, bevor dieser später zum Titularkönig wurde.

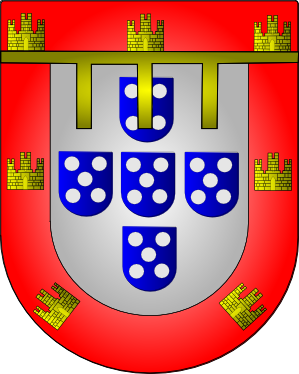
Das Wappen der portugiesischen Thronfolger als Herzog von Braganza

Peter IV. (= Kaiser Peter I. von Brasilien) nahm nach seiner Abdankung als Kaiser von Brasilien 1831 den Titel eines Herzogs von Braganza erneut an, den er bis zu seinem Tode 1834 führte.
Das Oberhaupt der legitimistischen Linie des Hauses Braganza, also der Nachkommen des exilierten Königs Michael I., führten ebenfalls den Titel eines Herzogs von Braganza, was bis 1921 von Seiten der portugiesischen Könige nicht anerkannt wurde:
- Michael Maria Carlos (1853–1927), Herzog von Braganza, Sohn von König Michael von Portugal und der Prinzessin Adelheid von Löwenstein-Wertheim-Rosenberg. Heiratet 1877 Elisabeth von Thurn und Taxis und 1893 Marie Therese, Prinzessin von Löwenstein-Wertheim-Rosenberg
- Duarte Nuno (1907–1976), Herzog von Braganza, Sohn von Herzog Michael von Braganza und Prinzessin Marie Therese. Heiratet 1942 Maria Francisca von Orleans und Braganza, Prinzessin von Brasilien, eine Urenkelin Kaiser Peter II. von Brasilien. Er wird 1921 vom im Exil lebenden letzten portugiesischen König Emanuel II. als sein Nachfolger und somit Chef des Hauses Braganza anerkannt.
- Duarte Pio (* 1945), Herzog von Braganza, aktueller Chef des Hauses Braganza, er heiratet 1995 Isabel Inês de Castro Curvelo de Herédia.

Siehe auch: Liste der Könige Portugals, Liste der Staatsoberhäupter Brasiliens, Geschichte Portugals, Zeittafel Portugal